# Faculdade de Letras da Universidade do Porto
A Faculdade de Letras da Universidade do Porto é uma unidade orgânica da Universidade do Porto, "vocacionada para a investigação e para o ensino nas áreas de ciências humanas e sociais, para a criação cultural e para o desenvolvimento científico, social e económico do país".

## História

### Faculdade de Letras (1919–1928, 1961)
O crescimento da universidade em termos orgânicos iniciou-se a 27 de agosto de 1919 com a instituição da Faculdade de Letras. A primeira proposta de estabelecimento desta escola datava já de 1915 e tinha sido elaborada pelo Ministro da Instrução Pública, Doutor João Lopes Martins, catedrático da Faculdade de Medicina da Universidade do Porto. Contudo, houve que esperar ainda quatro anos para que a lei consignasse a criação desta faculdade, num contexto controverso que ficou conhecido por “questão académica”.
Com efeito, a Faculdade de Letras do Porto surgiu como consequência de um conflito entre o Ministro da Instrução, Leonardo Coimbra, e a Universidade de Coimbra, que, em termos legais, teve como desfecho a extinção da Faculdade de Letras nessa universidade e a sua instituição na Universidade do Porto. A Lei n.º 861, de 27 de Agosto de 1919, no seu artigo 11.º, estabeleceu a nova faculdade no Porto, a qual começou a funcionar no ano lectivo de 1919-1920.
Ameaçada de extinção em 1923 por alegados motivos financeiros, a Faculdade de Letras do Porto viria a ter uma vida curta, acabando por ser suprimida pelo Decreto n.º 15.365, de 12 de Abril de 1928, assinado pelo Ministro Alfredo Magalhães. No entanto, os alunos matriculados obtiveram autorização para terminar as suas licenciaturas e as aulas funcionaram até 31 de Julho de 1931, data da realização do último exame.
A extinção da Faculdade de Letras, em 1928, deixou um assinalável vazio. Este facto levou diversas personalidades a lutar pela sua restauração, fazendo-o quer através dos órgãos de poder da própria universidade, quer em outros foros, como o Parlamento, onde vários deputados se pronunciaram a favor da reabertura. Este esforço acabou por ser recompensado no 50.º aniversário da Universidade do Porto, em 1961, ano em que, de novo, foi instituída a Faculdade de Letras. Esta faculdade haveria de ministrar duas licenciaturas — em História e em Filosofia — e as “ciências pedagógicas”, prevendo-se, contudo, na lei, a possibilidade de serem criados novos cursos.
A restaurada faculdade iniciou o seu funcionamento lectivo em 26 de Outubro de 1962, ministrando os cursos referidos, e assim permaneceu até 1968, data a partir da qual foram surgindo, aos poucos, novas licenciaturas e cursos de pós-graduação.
Em meados da década de 1970, a dispersão dos cursos da Faculdade de Letras por vários espaços da cidade e a necessidade de encontrar um espaço para o recém-criado Instituto de Ciências Biomédicas Abel Salazar (ICBAS) (1975) motivou nova mudança das instalações da Faculdade de Letras. A solução passou, em 1977, pelo "Complexo Pedagógico", um imóvel localizado no Campo Alegre e inicialmente destinado ao Instituto de Botânica.
Em 1995, foi inaugurado o actual edifício da escola no Campo Alegre (Polo III), “casa” dos mais de 3 mil estudantes que frequentam os cursos de licenciatura, mestrado e doutoramento da faculdade, a que se junta uma variada gama de cursos de formação contínua e de cursos livres (de onde se salientam os cursos de línguas).
Em 2019, a Faculdade de Letras celebrou o seu 100.º aniversário, com o lançamento de exposições sobre a construção do edifício onde está alojado o estabelecimento de ensino, ainda em exposição no átrio da faculdade.

## Departamentos
Atualmente, a Faculdade de Letras da Universidade do Porto encontra-se organizada em 9 departamentos.
- Departamento de Ciências da Comunicação e da Informação
- Departamento de Ciências e Técnicas do Património
- Departamento de Estudos Anglo-Americanos
- Departamento de Estudos Germanísticos
- Departamento de Estudos Portugueses e Estudos Românicos
- Departamento de Filosofia
- Departamento de Geografia
- Departamento de História e de Estudos Políticos e Internacionais
- Departamento de Sociologia

## Grupos académicos
A Praxis académica da Faculdade de Letras conta com os seguintes grupos:
- C.U.C.A. (Cancioneiro Universitário do Campo Alegre) - Tuna da Faculdade de Letras da Universidade do Porto. Uma "muy nobre e felizmente embriagada tuna" masculina fundada em 1990.
- TFFLUP - Tuna Feminina da Faculdade de Letras da Universidade do Porto. Fundadas em 1991.
- Grupo de Fados Literatus. Fundado em 2004, "visa promover a canção de Coimbra em toda a sua plenitude, beleza e culto".
- Grupo Académico Trovadores. O mais peculiar e recente dos grupos, fundado em 2013, que faz das trovas a sua arte.